# Xanthorhoe alaskae
Xanthorhoe alaskae là một loài bướm đêm trong họ Geometridae.